# Реформизъм
 Тази статия е за политическата теория.  За религиозното течение вижте Калвинизъм.  
Реформизмът е политическа теория, стратегия която цели чрез плавни реформи да промени обществото. Реформизмът като стратегия е неутрална и не цели радикална промяна, а на базата на дадените условия разчита на постепенната промяна и подобряване на политическите, социалните и икономическите условия. 
Първоначално терминът Реформизъм се използва в социалдемокрацията, но в днешно време се свързва и с либерализма и с фашизма.

## Видове

### Социалистическият реформизъм
Като стратегия Реформизма се прилага първоначално от работническата класа (виж Чартистко движение, Фабианско общество) и профсъюзите и е в основата на демократическият социализъм и като такъв е дефиниран през 19 век от немския идеолог и политик на Германската социалдемократическата партия (ГСП) Едуард Бернщайн. При това Бернщайн го дефинира като противоположност на марксиската философия за революционния социализъм, които поддържат тезата, че революциите са необходими за фундаментална промяна на обществото. Реформизма на Бернщайн обаче не успява да се наложи като партийна стратегия на ГСП. 
Бернщайн сравнява в основия си труд Die Voraussetzungen des Sozialismus und die Aufgaben der Sozialdemokratie (на бълг.: „Предпоставки за социализъм и задачите на социалдемокрацията“) от 1899 година легитимирането на реформизма с това на демокрацията. За него те са средство и крайната цел е достигането на социализма. Тази цел за него се постига със заместването на догмите за необходимното одържавяване на продизводствените средства чрез т.нар. алтернатива за кооперативна собственост и с отричането на догмите за радикалната промяна чрез революция чрез стратегията на постепенната промяна. 
Реформизма бива остро критикуван от революционерите социалисти и марксисти, като Роза Люксембург, която пише осъдителното есе Реформа или революция?. Скоро този спор се пренася в самата ГСП и е неин вътрешнопартиен спор за посоката на развите до 1950-те. По-късно реформистите започват да спорят с болшевиките и техните сателитни комунистически партии за пролетариата. След като болшевиките печелят в руската гражданска война и консолидират своята власт там те започват кампания по денонсирането на реформистите като „социални фашисти“, до степен в която германската комунистическа партия почти игнорира Нацистката партия, дори когато тя се възкачва на власт. 
На партийния конгрес в Бад Годесберг до Бон през 1959 година, след серия от изборни загуби ГСП изоставя революционерите цели и залага в т.нар. Годесбергова програма на реформизма.
През и след 1950-те терминът се използва за определянето на дясното крило на Британската Лейбъристка партия.

## Реформистки идеолози
- Едуард Бернщайн
- Карл Кауцки